# Multiletramentos
O termo multiletramentos foi cunhado por um grupo de professores e pesquisadores dos letramentos, denominado New London Group (Grupo de Nova Londres), em meados da década de 90,  nos Estados Unidos. O prefixo "multi" diz respeito à multiculturalidade das sociedades globalizadas e à multimodalidade dos textos que circulam nelas.

## Contextualização
As transformações ocorridas no mundo nas formas de comunicação e de interação, salientando-se o real e o virtual, criaram um cenário para o surgimento dos multiletramentos. A convergência tecnológica e a divergência cultural caracterizam contextos em que os novos meios de comunicação e as comunidades globais interconectadas afetaram diretamente os usos da linguagem e, até mesmo, levaram a uma nova compreensão da linguagem em si mesma.
O conceito de multiletramentos aponta a existência de uma multiplicidade de linguagens nos textos (impressos, digitais, em mídias audiovisuais) que circulam na diversidade cultural. Esses textos são interativos, colaborativos, híbridos em linguagens, mídias e culturas. Para os multiletramentos, a composição desses textos solicita o desenvolvimento de práticas e capacidades para a compreensão e produção de diferentes linguagens, modos ou semioses. Assim sendo, os multiletramentos amparam seu conceito na multimodalidade presente nos textos.
Além disso, segundo Dionísio e Vasconcelos, o ambiente multimodal no qual vivemos, ou seja, “a sociedade na qual estamos inseridos se constitui como um grande ambiente multimodal, no qual palavras, imagens, sons, cores, musicas, aromas, movimentos variados, texturas, formas diversas se combinam e estruturam um grande mosaico multissemiótico”. Ainda segundo as autoras supracitadas, a todo o momento produzimos textos que se materializam em forma de gêneros e que requerem de nós o uso dos nossos sentidos para compreendê-los.
Portanto, na perspectiva dos multiletramentos, o saber é produzido de formas multimodais: pelas letras, pela imagem, pelo som, pela interatividade, valorizando habilidades não-lineares e reconhecendo a diversidade local. Por isso, Rojo (2013, p.8) afirma que "se os textos da contemporaneidade mudaram, as competências/capacidades de leitura e produção de textos exigidas para participar de práticas de letramentos atuais não podem ser as mesmas." Desse modo, a escola que é uma das agências de letramento mais importantes, deve por meio da diversidade dos gêneros textuais perpassar por todos os espaços e práticas sociais nas quais os alunos estejam inseridos e não tão somente os gêneros discursivos tradicionalmente ensinados na escola. 

## O Grupo de Nova Londres e a Pedagogia dos Multiletramentos
Reunido em 1996, em Nova Londres (Connecticut, EUA), ao que se deve o nome do Grupo, depois de uma semana de discussões, houve a publicação do manifesto A Pedagogy of Multiliteracies - Designing Social Futures (Uma Pedagogia de Multiletramentos - Desenhando Futuros Sociais). O Grupo é formado por professores e pesquisadores, como Bill Cope, Mary Kalantzis, Norman Fairclough, Gunther Kress e James Gee, em sua maioria oriundos de países marcados por conflitos culturais, como lutas entre gangues, massacres de rua, perseguições e intolerância, e pela indiferença quanto a  essas questões na sala de aula, o que, segundo eles, ocasiona em mais violência e falta de perspectiva para os jovens.
Em consequência de o Grupo de Nova Londres enfatizar através do conceito de multiletramentos, e não de letramentos múltiplos (em que somente se destaca a existência de variadas práticas de letramento), a multiplicidade cultural e a multiplicidade semiótica dos textos, também foi proposta uma Pedagogia de Multiletramentos em que se delega à escola a função de explorar os letramentos emergentes na sociedade e a diversidade cultural nas salas de aula, a partir, dentre outros, das Tecnologias da informação e comunicação. 
Esta Pedagogia considera que o conhecimento humano faz parte de contextos sociais, culturais e materiais, além do que ele se desenvolve como parte de um processo de interações colaborativas com outros de diferentes habilidades, contextos e perspectivas dentro de uma mesma comunidade. Nesse sentido, a tarefa da escola, nos viés dos multiletramentos, é focar em práticas para que os alunos se tornem criadores de sentidos, analistas críticos que transformam discursos e sabem negociar diferenças.
Na Pedagogia de Multiletramentos são destacados quatro fatores: Situated Practice (Prática Situada), cuja ênfase é para práticas que façam parte das culturas dos aprendizes; Overt Instruction (Instrução Aberta), por meio da qual se introduzem critérios de análise crítica para as práticas vivenciadas; Critical Framing (Enquadramento Crítico), o qual se refere aos sentidos, aos seus contextos e propósitos sociais, e Transformed Practice (Prática Transformada), na qual aprendizes "re-praticam", ressignificam sentidos e os movem de um contexto para o outro.  
Dito de outra maneira, o GNL (1996) coloca esse processo de aprendizagem de forma mais simples utilizando os termos (design, designing, redesigned). A inserção do termo design na Pedagogia dos Multiletramentos foi motivada, segundo Kalantzis & Cope (2005), tendo em vista seu sentido dar conta de englobar a heterogeneidade do ambiente de aprendizagem contemporâneo permeado pela multiplicidade de gêneros discursivos que se entrelaçam como os textos visuais, sonoros, gestuais, espaciais e as relações extra-sócio-escolares, as crenças, as ideologias sócio-geo-políticas, os conhecimentos de mundo etc, formando um macro desenho inicial (Avaliables designs) que deverá ser considerado pelo educador na pragmática do processo de ensino já que, tudo isso, contribui para a produção de sentidos. 
Para o GNL (1996), o estudante se apropriará do Avaliable design para situar-se no tempo e no espaço (Prática Situada). Nesse sentido, como um método pedagógico está em evidência, o estudante passará por um processo de designing, uma construção de sentido que engloba a (Instrução Aberta) e o (Enquadramento Crítico) para que, por fim, seja realizado por ele um redesigned ou uma re-prática (Prática Transformada) fundada em seus próprios objetivos e valores.
Ou seja, para a Pedagogia dos Multiletramentos, o estudante deverá realizar um percurso de construção de sentidos partindo de um Avaliable design, passando por um percurso de redesigning com a intervenção de um professor para uma Transformed Practice. 
Há, pois, o objetivo de que os alunos se tornem designers de sua própria aprendizagem. 

## Aprendizagem pelodesign
Kalantzis e Cope consideram que os letramentos sofreram influência de dois efeitos sociais globais: o primeiro está associado à expansão da comunicação de massa (atualmente compartilhada em escala mundial); o segundo, à massificação das Novas Tecnologias de Informação e Comunicação (NTIC), ambos responsáveis por alavancar/gerar diferentes modos de leitura e de escrita, sendo isso possível devido à flexibilidade de recursos hipermodais,10 que compõem grande parte dos textos que circulam na internet. 
Os autores ressaltam que uma das vertentes dos multiletramentos, afinada às NTIC, reconhece a dimensão hipermodal do texto digital e seu valor cada vez mais significativo para aqueles que utilizam os recursos digitais em práticas de leitura e escrita cotidianas, envolvendo os campos visual, auditivo, gestual, espacial e comportamental.
Tais práticas de letramento, por sua vez, se relacionam ao conceito de design, um dos elementos-chave da pedagogia dos multiletramentos, que envolve interpretações e ressignificações possíveis em diferentes contextos e é caracterizado pelo dinamismo, interesse pessoal e capacidade de transformação. Conforme explicitado no tópico anterior, o processo de construção de sentidos se constitui pela inter-relação de três componentes básicos: available designs, designing e redesigned, destacados em quatro fatores - independente de como se apresentem organizados: Prática Situada, Instrução Explícita, Enquadramento Crítico e Prática Transformada.
Trabalhar esses Designs significa reconhecer os significados recebidos, construídos e reconstruídos pelo agenciamento humano em suas experiências. No âmbito escolar, Kalantzis e Cope os associam à noção de Aprendizagem pelo Design (Learning by Design), o que, para nós, remete à noção de um retrabalho, ou seja, à ação de retomar conceitos e sentidos já construídos para serem reconfigurados em uma situação nova. A proposta da Aprendizagem pelo Design toma o projeto como recurso didático utilizado pelo professor, pois, no campo da construção do conhecimento, esses designs se manifestam nas disciplinas escolares, linguagens e discursos na vida diária, sendo que, por meio de suas manifestações, há possibilidade de desenvolver matrizes e cruzamentos abrindo espaço para a atuação do aluno, o que implica, de uma certa forma, permitir as manifestações das diferenças – inclusão e pertencimento –, garantindo que os discentes trilhem seus próprios caminhos.
Projetos ou propostas que contemplam o modelo de uma Aprendizagem pelo Design (Learning by Design) têm como característica principal o desenvolvimento dos processos de conhecimento – experienciando, conceitualizando, analisando e aplicando, que podem ser propostos por professores e/ou negociados com os alunos e selecionados em qualquer sequência justificável. Associamos a esses processos de conhecimento quatro componentes organizados em termos de Prática Situada, Instrução Explícita, Enquadramento Crítico e Prática Transformada, propostos pelo NLG (1996) e revisitados por Kalantzis e Cope. 
A Prática Situada envolve experiências de mundo e significados situados em contextos do mundo real. Nela, são priorizados designs criados pelos alunos e/ou professores, envolvendo simulações de seus contextos locais, que se relacionam ao mundo do trabalho ou a situações que ocorrem em espaços públicos. Segundo Kalantzis e Cope (2008), esses designs são idealizados para situações de ensino e aprendizagem porque apresentam resultados satisfatórios quando conseguem desenvolver e solucionar uma situação-problema. Nesse sentido, associamos a Prática Situada ao ‘Experienciando o conhecido’, que é quando os alunos se envolvem com suas próprias experiências, interesses e perspectivas e, a partir disso, podem ‘Experienciar o novo’, observando e analisando conteúdos antes desconhecidos ou participando diretamente de uma situação nova.
Na Instrução Explícita, os alunos usam de metalinguagem em favor de uma compreensão sistemática, analítica e consciente, em que buscam compreender as instruções, os conteúdos e vislumbrar sua aplicabilidade em situações específicas de aprendizagem, com o objetivo de explicitar diferentes modos de significação. Para Kalantzis e Cope (2008), uma das evidências que podemos identificar é quando os alunos são capazes de descrever o processo de aprendizagem do qual participaram. A essa dimensão associamos o processo de ‘Conceitualizar ao nomear’, em que os alunos agrupam elementos em categorias, classificam e definem termos, mas também criam conexões entre tais termos, quando ‘Conceitualizam ao teorizar’ a partir de mapas conceituais ou teorias estabelecendo generalizações possíveis.
O Enquadramento Crítico realiza-se por meio de análise e interpretação do contexto social e cultural, das políticas, das ideologias e dos valores explícitos ou implícitos, tendo como referência os designs desenvolvidos. Nesse momento, os alunos fazem relação dessas interpretações com os conteúdos estudados, buscam entendê-los criticamente em seus próprios contextos, pois, nesse processo, há espaço para compreender o quanto seus designs são ou não significativos. É importante que os alunos consigam situar os objetivos e as finalidades de suas propostas, se elas se sustentam em um contexto local ou se podem ser projetadas globalmente, desenvolvendo, assim, a capacidade de avaliar essas propostas. Relacionamos ao Enquadramento Crítico o processo ‘Analisando funcionalmente’, em que alunos analisam contextos e conteúdos, tendo como base conexões lógicas, causa e efeito, estrutura e função. Mas também relacionamos aqui o processo de ‘Analisar criticamente’, reconhecendo a habilidade desses alunos de avaliarem as próprias perspectivas e as de outras pessoas, bem como seus interesses e motivações.
Na Prática Transformada, devem situar a transferência e a recriação de sentidos que ocorrem concomitantemente e se consolidam por meio da transposição dos conteúdos entre contextos diferentes. Nesse movimento, torna-se explícita a construção de novo sentido tendo por referência um contexto inicial ou uma Prática Situada. Mesmo sendo orientados pelo professor, é importante que os alunos sejam protagonistas durante o processo para que elaborem propostas significativas e transfiram conhecimentos entre contextos. Dessa maneira, estão ‘Aplicando adequadamente’ um novo aprendizado a situações do mundo real, mas também ‘Aplicando criativamente’ para realizar intervenções inovadoras em contexto próprio ou, ainda, transferir sua aprendizagem para um contexto diferente.
Kalantzis e Cope (2011) ponderam que a tendência da escola tem sido em privilegiar a Prática Situada e a Instrução Explícita em detrimento do Enquadramento Crítico e da Prática Transformada. Isso porque muitos professores têm encontrado dificuldade em desenvolver atividades que promovam a transposição de conhecimentos entre diferentes contextos. Assim sendo, os autores defendem uma abordagem de ensino e aprendizagem que valorize o aprender a fazer e viver em sociedade, o que se aproxima da visão de Delors
[...] a educação deve organizar-se em torno de quatro aprendizagens fundamentais que, ao longo de toda a vida, serão, de algum modo para cada indivíduo, os pilares do conhecimento: aprender a conhecer, isto é, adquirir os instrumentos da compreensão; aprender a fazer, para poder agir sobre o meio envolvente; aprender a viver juntos, a fim de participar e cooperar com os outros em todas as atividades humanas; finalmente, aprender a ser, via essencial que integra as três precedentes.

Nessa perspectiva, a intenção é que o aluno aprenda a ser agente e não mero receptor de conhecimentos disciplinares, passe a reconhecer-se no processo de aprendizagem, seja capaz de agregar a ele aspectos de sua própria identidade. Ainda na esteira de Kalantzis e Cope (2011), entendemos que, assim, o aluno pode tornar-se parte constituinte de um processo de remodelação. Isso significa que será capaz de redesenhar o mundo e a si mesmo, de utilizar recursos semânticos e ressignificá-los, configurando uma aprendizagem pelo design.

## Multiletramentos e educação linguística
Sob a ótica dos multiletramentos, há a necessidade de se considerar aspectos locais quando se trata de questões relacionadas à aprendizagem. O modelo de educação tradicional, baseado no velho currículo, e com ênfase na língua padrão, já não atende à diversidade social em que se vive e às demandas do ensino de línguas estrangeira e materna.  
Nesse sentido, os professores devem atuar como mediadores no processo de ensino-aprendizagem, pois tendo em vista a multiplicidade de linguagens, mídias e tecnologias presentes em nossa sociedade e, consquentemente, na vida dos alunos, o docente não é, hoje em dia, a fonte primária e única de informação. Além disso, no exercício da docência, os professores devem auxiliar também na ultrapassagem da liquidez das informações, um grande desafio em uma realidade em que tudo é efêmero, inclusive o conhecimento.
Os multiletramentos não propõem o abandono da gramática, mas a suplementação de práticas antigas, como por exemplo, com um trabalho voltado aos gêneros que circulam em ambientes digitais, já familiares aos aprendizes.